# Phare de Ponta das Lajes
Le phare de ponta das Lajes est un phare situé sur le promontoire de Ponta das Lajes dans la freguesia de Lajes das Flores de la municipalité de Lajes das Flores, sur l'île de Flores (Archipel des Açores - Portugal).
Il est géré par l'autorité maritime nationale du Portugal à Oeiras (Grand Lisbonne) .

## Histoire
C'est une tour carrée en maçonnerie, avec la lanterne et la galerie, montée du centre d'une longue maison de gardiens d'un étage. La construction est peinte en blanc avec un toit de tuile rouge; la lanterne est peinte en rouge.
Ce phare, muni d'un système optique à lentille de Fresnel de 2e ordre, dirige les bateaux arrivant dans sur l'île de Flores. Il est érigé, sur une falaise verticale, à l'extrême sud-est de l'île, à environ 1 km au sud de Lajes das Flores. Le site est ouvert et le phare s'ouvre aux visites le mercredi après-midi. Il a été électrifié en 1990 et automatisé à partir de 2001. Il émet un groupe de trois éclats blancs, toutes les 28 secondes, visible jusqu'à 26 milles nautiques (environ 47 km).
Identifiant : ARLHS : AZO015 ; PT-877 - Amirauté : D2704 - NGA : 23288 .

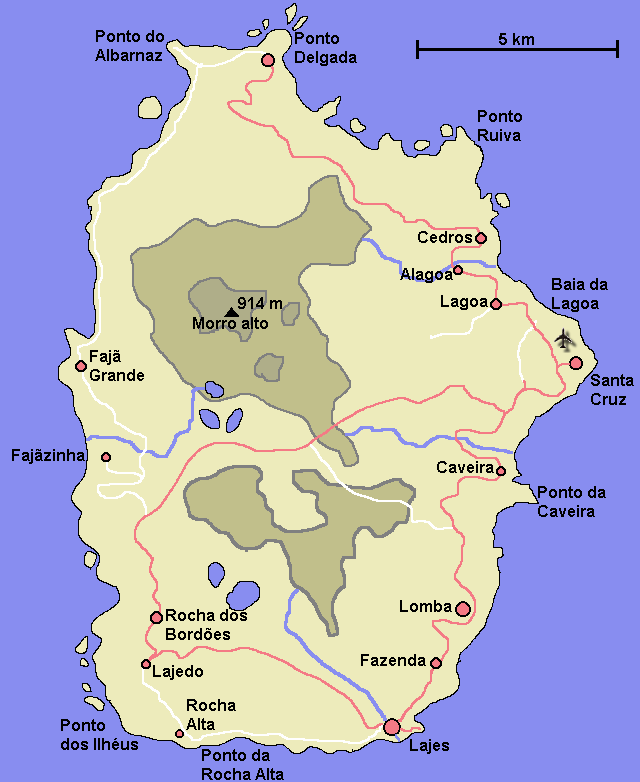
Île de Flores

### Lien connexe
- Liste des phares des Açores